# Aconcagua
Der Aconcagua (vollständig: Cerro Aconcagua) in den argentinischen Anden ist mit 6961 m der höchste Berg Amerikas und der höchste außerhalb Asiens. Zugleich ist er nach dem Mount Everest der Berg mit der weitesten Dominanz (16.536 Kilometer) und der größten Schartenhöhe.

## Topografie
Der Aconcagua liegt in der argentinischen Provinz Mendoza nahe der chilenischen Grenze. Er besitzt fünf Hanggletscher und bis zu zehn Kilometer lange Gletscher. Ein Nebengipfel (6928 m) liegt südlich des Hauptgipfels.
Beim Aconcagua handelt es sich um die Reste eines ehemaligen Vulkans, der bis ins Miozän aktiv war. Zwischen dem rund 80 Kilometer südlich des Aconcagua gelegenen Tupungatito und den weiter nördlich liegenden Vulkanen um den Ojos del Salado besteht heute eine etwa 600 Kilometer lange Lücke, in der es keine aktiven Andenvulkane mehr gibt. Der Vulkanismus in dieser Region erlosch nach und nach, als die ozeanische Nasca-Platte begann, den Juan-Fernández-Rücken zu subduzieren. Die Unterschiebung dieses mittelozeanischen Rückens ließ den Winkel der abtauchenden Platte verflachen. Der Auftrieb des durch die unterschobenen Tiefseeberge stark verdickten, vergleichsweise leichten lithosphärischen Materials führte in der Folge zu tektonischen Hebungen, denen der Aconcagua seine heutige große Höhe verdankt.

## Name
Die Bedeutung des Namens Aconcagua ist unklar. Es wird vermutet, dass er sich von Mapudungun Aconca-Hue oder Ackon Cahuak aus Quechua ableitet, was in etwa „steinerner Wächter“ bedeutet. Eine andere Deutung geht von der Sprache Aymara aus, in der der Name „Schneeberg“ bedeuten würde.

## Besteigungsgeschichte

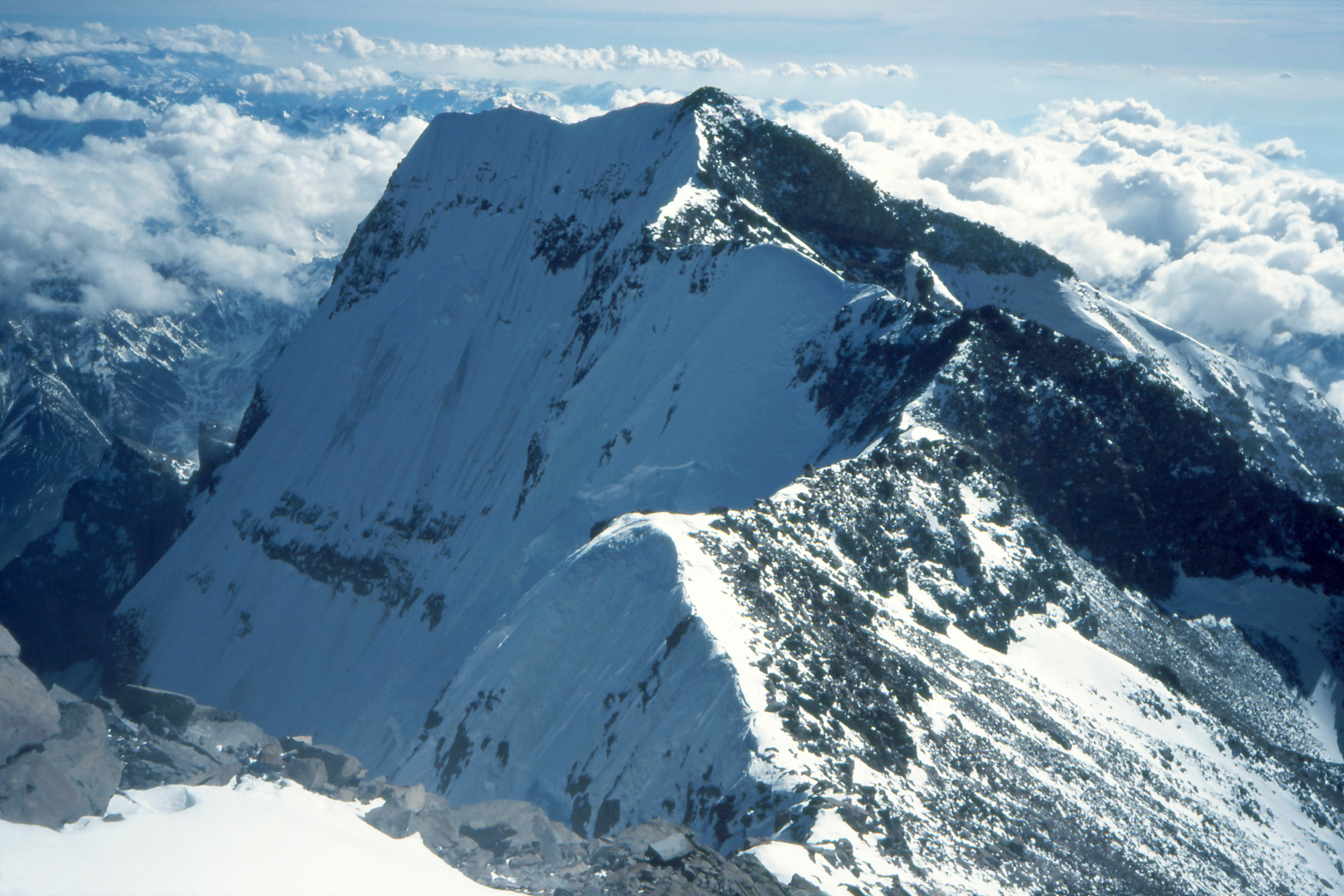
Südgipfel des Aconcagua

Erste Erkundungen des Gebietes wurden 1817 von dem Unabhängigkeitskämpfer José de San Martín durchgeführt, als er über die Pässe am Aconcagua von Argentinien nach Chile eindrang. Robert FitzRoy vermaß den Berg 1834 vom Meer aus und errechnete eine Höhe von 23.200 Fuß, womit der Aconcagua als höchster Berg der Anden feststand. Bis dahin hatte der Chimborazo als höchster Berg des Kontinents gegolten.
Die erste erwähnte Expedition wurde von November 1882 bis März 1883 von dem Deutschen Paul Güßfeldt durchgeführt. Er konnte nachweisen, dass der Aconcagua kein Vulkan ist, und die Höhe relativ genau bestimmen. Seine Besteigungsversuche von Norden aus musste er jedoch mehrmals wegen Schlechtwetters abbrechen. Seine größte erreichte Höhe betrug 6560 m. Die nach einem erfolglosen Versuch des deutschen Turnvereins von Santiago de Chile dritte Expedition wurde im Dezember 1896 von dem Briten Edward FitzGerald angeführt, wobei der Weg von Süden gewählt wurde. Der Expeditionsleiter, der Bergführer Matthias Zurbriggen aus Saas Fee, erreichte am 14. Januar 1897 als erster den Gipfel. Wegen Übelkeit von FitzGerald mussten unterhalb des Gipfels die Bergführer Nicola Lanti aus Macugnaga, Josef Lochmatter, Josef Pollinger und Alois Pollinger junior aus St. Niklaus die Expeditionsteilnehmer wieder ins Basislager zurückführen.
Am 13. Februar führten Nicola Lanti und Stuart Vines die Zweitbesteigung durch.
Die Drittbesteigung und gleichzeitig die erste Alleinbesteigung gelang am 31. Januar 1906 in einem 24-stündigen Alleingang durch Robert Helbling, der damals als Bergbau-Ingenieur für eine Bergbaufirma in den Anden tätig war. Und so wie er später schrieb: „Esswaren hatte ich gar keine mitgenommen, außer einigen Bonbons, die der Magen jedoch zurückwies, auch nichts Trinkbares“. Seine ausgedehnten Expeditionen waren eine Kombination aus bergsteigerischen Aktivitäten und wissenschaftlichen Arbeiten. Mit Methoden terrestrischer Photogrammetrie erstellte Helbling topographische Karten in den Maßstäben 1:25.000 und 1:250.000.
Der erste Argentinier auf dem Gipfel war am 8. März 1934 der Soldat Nicolás Plantamura, die erste Frau die Französin Adriana Banca am 7. März 1940. 1946 wurden entlang des Normalwegs über den Nordwestgrat mehrere Biwakschachteln bis in eine Höhe von 6400 m errichtet; sie sind heute jedoch großteils verfallen. Der südliche Nebengipfel des Berges wurde erst 1947 durch eine deutsche Gruppe (Thomas Kopp, Lothar Herold) bestiegen.
Zu den Opfern unter den Bergsteigern zählt der Geologe Walther Schiller (1944).

## Anstiege

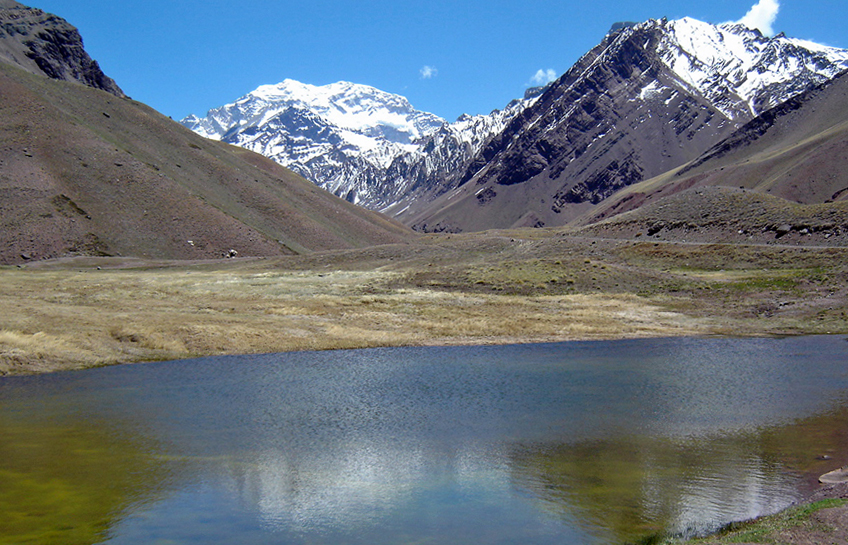
Blick von Süden nahe dem Grenzpass Cristo Redentor auf den Aconcagua

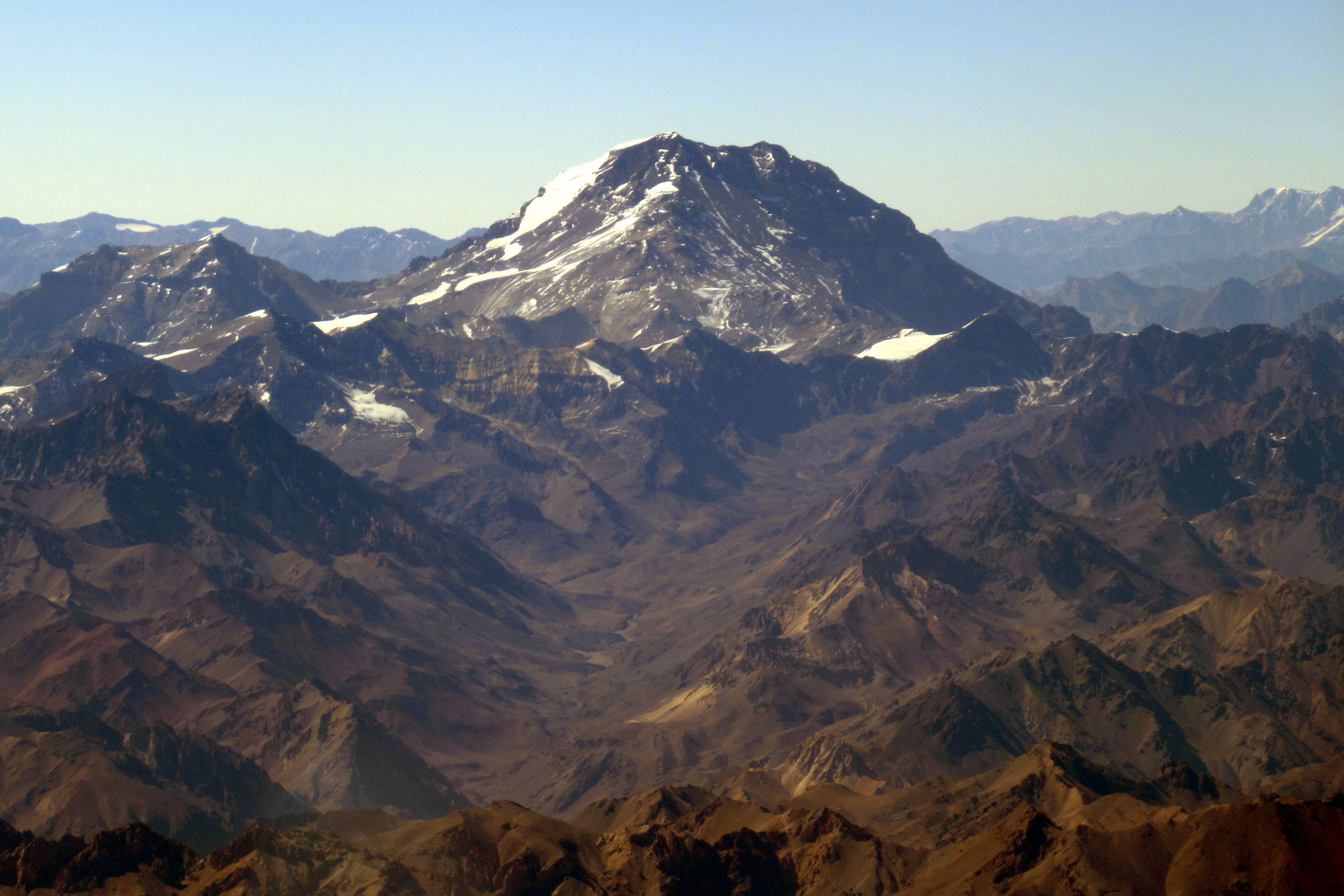
Ansicht des Aconcagua während eines Landeanflugs auf Santiago de Chile im Südsommer 2021/22

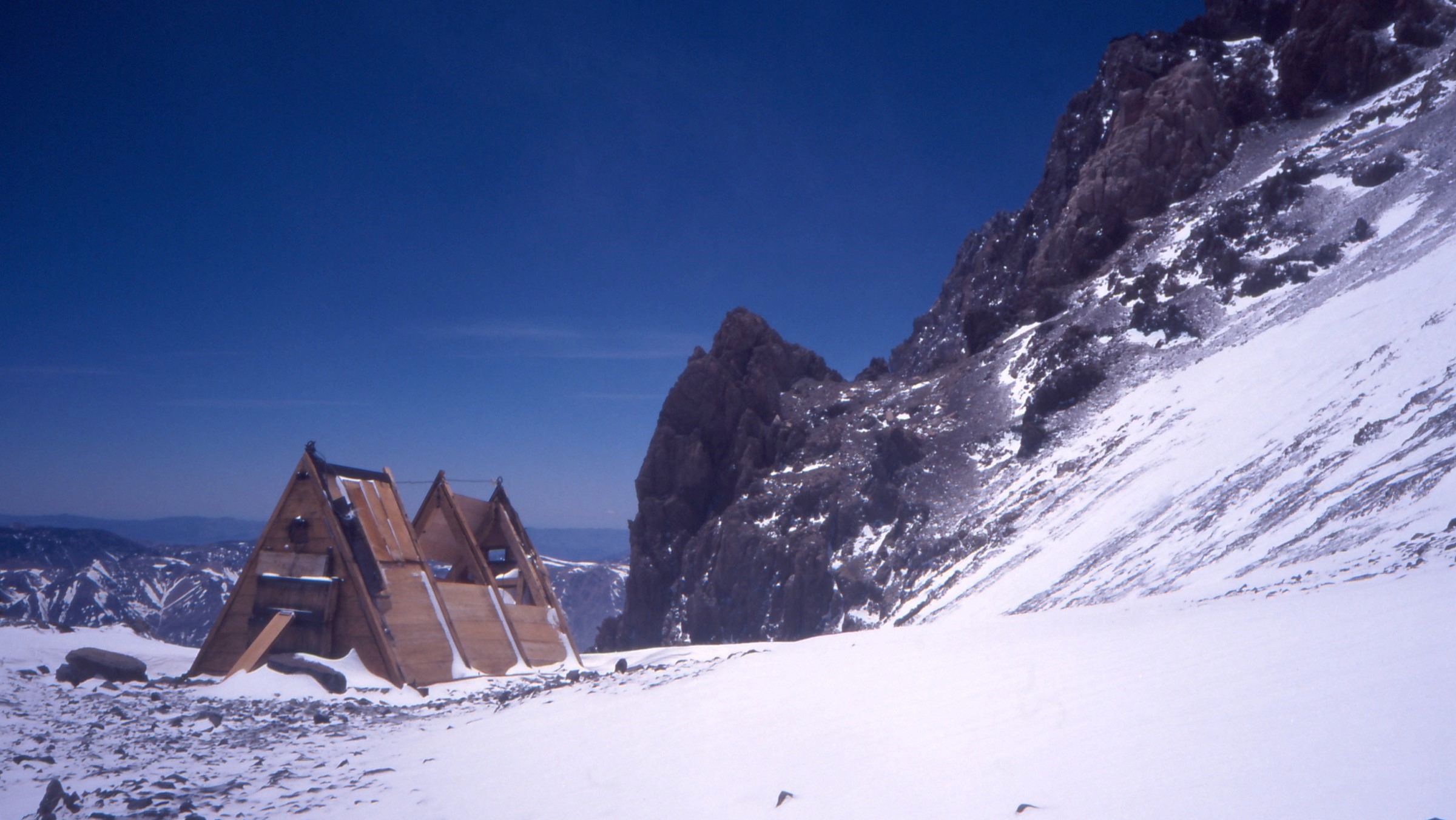
Verfallene Biwakschachtel Independencia auf 6400 m Höhe

Der Berg gilt unter Bergsteigern als von der Nordseite relativ leicht zu ersteigender Berg. Die normale Route vom Basislager „Plaza de Mulas“ aus ist ohne Verwendung von Klettertechniken zu bewältigen. Durch die extreme Höhe birgt die Besteigung dennoch erhebliche Gefahren. Da der atmosphärische Druck am Gipfel nur etwa 40 % des Drucks auf Meereshöhe beträgt, ist eine lange Akklimatisation unabdingbar. Meist werden drei Hochlager eingerichtet. Die Verwendung von Sauerstoffflaschen ist in diesen Höhen nicht üblich.
Die am zweithäufigsten benutzte und nächstschwerere „falsche Polenroute“ führt vom Basislager „Plaza Argentina“ zum Beginn des nordöstlichen Glaciar de los Polacos („polnischer Gletscher“). Der Gletscher wird in seinem unteren flachen und spaltenfreien Teil überschritten, und nach Querung eines ca. 25 bis 30 Grad steilen Hangs bei ca. 6400 m wird der vom Basislager „Plaza de Mulas“ kommende „Normalweg“ erreicht. Die sonnenabgewandte Südseite des Aconcagua ist deutlich schwerer, die Südwand Pared Sur gilt als die schwierigste Aufstiegsroute.
Die beste Zeit zum Ersteigen des Gipfels ist von November bis März. Am Fuß des Berges befinden sich zwei gut ausgerüstete Basislager, in denen während der Saison permanent Nationalpark-Führer stationiert sind. Vor der Besteigung muss in der Verwaltung des Aconcagua-Parks in Mendoza persönlich eine Erlaubnis gekauft werden.

## Mythologische Bedeutung
Für die Inka war der Aconcagua ein heiliger Berg. So wie auch an anderen Bergen (z. B. Ampato) wurden hier Kultstätten errichtet und Opfer, auch Menschenopfer, dargebracht. Die 1985 in einer Höhe von 5167 m entdeckten Anlagen gehören zu den höchsten der Erde und sind die am schwierigsten erreichbaren aller Inka-Opferstätten. Hier wurden innerhalb von Steinmauern die auf Gras, Stoff und Federn gebetteten Überreste eines Kindes gefunden. Die Kleidung spricht dafür, dass es sich um ein Mitglied der obersten Gesellschaftsschicht handelte. Figuren und Kokablätter waren weitere aufgefundene Opfergaben.